# Passacaglia

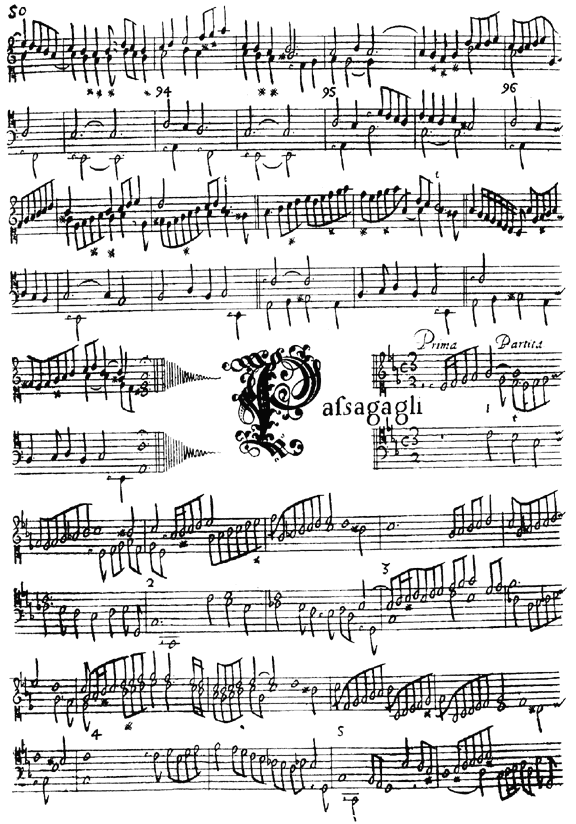
Bernardo Storace, poslední takty Passagagli sopra A la mi re a začátek Passagagli sopra C sol fa ut, ze Selva di varie compositioni (Benátky, 1664)

Passacaglia (čti passakalja) je hudební forma vzniklá v barokním období původně ve Španělsku.
Passacaglia dosáhla svého největšího rozkvětu v barokní době, ale lze se s ní setkat u skladatelů 20. století. Používali ji rovněž skladatelé atonální hudby (např. Arnold Schönberg). Jedná se o skladbu zpravidla vážného charakteru, často vystavěnou na ostinátním basu a třídobém taktu. Jde obvykle o kontrapunktické variace, v nichž skladatel opřádá „tvrdošíjné“ (ostinátní) téma v basu novými kontrapunkty. Kontrapunktické variace jsou opakem variací, jejichž téma se mění po stránce melodické, rytmické, stylizační (tzv. formální variace), nebo též po stránce harmonické a formální (tzv. charakteristické variace).

## Původ
Výraz “passacaglia” (španělsky pasacalle, francouzsky passacaille, italsky: passacaglia, passacaglio, passagallo, passacagli, či passacaglie) má svůj původ ve španělských slovech pasar (jít, procházet) a calle (ulice). Tato forma vznikla ve Španělsku na počátku 17. století jako jednoduchá kytarová mezihra mezi tanci či písněmi. I přes španělský původ této formy (doložený zmínkami v dobové španělské literatuře) pocházejí první zapsané příklady passacaglií z italského zdroje kolem roku 1606. Tyto skladby, podobně jako další z italských zdrojů z počátku století, jsou prosté, krátké sekvence akordů harmonicky sledující běžné kadence.
Na konci 20. let 17. století passacagliu jako formu redefinoval italský skladatel Girolamo Frescobaldi, který ji přetvořil do sledu variací na basové téma (které se též může obměňovat). Pozdější skladatelé tento model převzali a v 19. století již výraz představoval sérii variací na ostinátní téma, obvykle vážnějšího charakteru. Frescobaldi rozvinul také velmi podobnou formu, ciacconu. Obě formy jsou vzájemně úzce spjaty, ale jelikož "skladatelé často užívali výrazů chaconne a passacaglia nahodile[...] moderní pokusy o přesné rozlišení obou pojmů jsou nepřesné a historicky nepodložené". V počátcích hudební vědy proběhly pokusy o formální rozlišení mezi historickými útvary ciacconou a passacaglií, ale badatelé často došli k protichůdným výsledkům. Například Percy Goetschius došel k názoru, že ciaccona je obvykle založena na harmonické sekvenci s opakováním sopránové melodie, a passacaglia se tvoří nad základním basovým tématem, zatímco Clarence Lucas obě formy definoval přesně opačně. Nicméně později došlo k pokroku v rozlišování obou forem v dílech ze 17. a počátku 18. století, kdy je někteří skladatelé (zejména Frescobaldi a François Couperin) záměrně mísili někdy i v jedné skladbě.

## Skladatelé

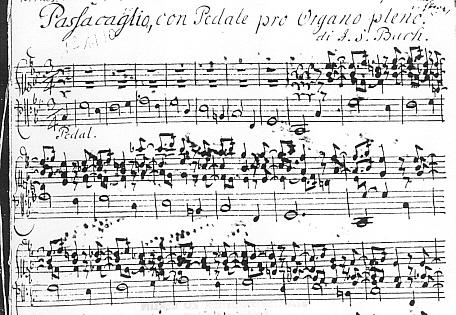
První stránka rukopisu Passacaglie a fugy v c moll od Johanna Sebastiana Bacha

Jedním z nejznámějších příkladů passacaglie v západní klasické hudbě je Passacaglia a fuga c moll pro varhany od Johanna Sebastiana Bacha. Francouzští cembalisté, zejména Louis Couperin a jeho synovec François Couperin, byli známi svým užitím formy passecaille, ačkoli se často odchylovali od formy passacaglie - v jejich pojetí se jedná spíše o opakující se pasáže na způsob ronda.
Také Biberova "Passacaglia", poslední část z jeho věhlasných Růžencových sonát, je jednou z nejranějších známých skladeb pro sólové housle.
Další příklady varhanních passacaglií pocházejí od Dietericha Buxtehudeho, Johanna Pachelbela, Sigfrida Karg-Elerta, Johanna Kaspara Kerlla, Daniela Gregory Masona, Georga Muffata, Gottlieba Muffata, Johanna Kuhnaua, Felixe Mendelssohna-Bartholdyho, Juana Bautisty Cabanillese, Bernarda Pasquiniho, Maxe Regera, Ralpha Vaughana Williamse (Passacaglia on B–G–C, 1933), či Lea Sowerbyho.
Ústřední motiv Monteverdiho madrigalu "Lamento della Ninfa" je passacaglia na sestupném tetrachordu. Úvodní dvě věty 4. sonáty od Johanna Heinricha Schmelzera Sonatæ unarum fidium jsou passacaglie na sestupném tetrachordu, ovšem v neobvyklé durové tónině.
Čtvrtá věta Boccheriniho Quintettino č. 6, Op. 30, (známá také jako "Musica notturna delle strade di Madrid") nese titul "Passacalle".
Existují rovněž sborové skladby jako např. passacaille "Les plaisirs ont choisi" z Lullyho opery Armida (1686) a Didin nářek, "When I am Laid in Earth" z Purcellovy Dido a Aeneas, a další, jako např. árie "Piango, gemo, sospiro" Antonia Vivaldiho, či "Usurpator tiranno" a "Stabat Mater" Giovanniho Felice Sancese, ad.
Příklady 19. století zahrnují např. passacaglii c-moll pro varhany Felixe Mendelssohna-Bartholdyho, nebo finále Rheinbergerovy osmé varhanní sonáty. Pozoruhodné passacaglie nalezneme např. také v poslední větě 4. symfonie Johannese Brahmse, stejně jako v jeho Variacích na Haydnovo téma, v nichž bas po celou skladbu opakuje táž harmonická témata. Poslední věta Händelovy cembalové suity g-moll (HWV 432) je passacaglia, známá jako duo pro housle a violu, upravená norským houslistou Johanem Halvorsenem. První věta Huberova klavírního koncertu č. 3, op. 113 (1899) je passacaglia.
Passacaglie pro loutnu komponovali například Alessandro Piccinini, Johann Hieronymus Kapsberger, Sylvius Leopold Weiss, Robert de Visée, Jacques Bittner, Denis Gaultier.
Ve 20. století passacaglie skádali například Benjamin Britten, Dmitrij Šostakovič nebo Paul Hindemith, zajímavé příklady této formy se nacházejí také v dílech představitelů tzv. druhé vídeňské školy (Arnold Schoenberg, Anton Webern, Alban Berg).